# Carrie Schreiner
Carrie Schreiner (Völklingen, 14 september 1998) is een Duits autocoureur.

## Carrière

### Karting
Scheiner begon haar autosportcarrière in het karting. Tussen 2011 en 2014 nam zij deel aan de ADAC Kart Masters. In 2012 behaalde zij haar grootste succes met de titel in de X30 Junior-categorie van dit kampioenschap.

### Formule 4
In 2015 maakte Schreiner de overstap naar het formuleracing en debuteerde zij in het ADAC Formule 4-kampioenschap, waarin zij uitkwam voor het team HTP Motorsport. Haar beste resultaten waren twee vijftiende plaatsen, die zij behaalde op de Motorsport Arena Oschersleben en de Hockenheimring Baden-Württemberg. Zij eindigde puntloos op plaats 44 in het klassement.
In 2016 reed Schreiner een dubbel programma in zowel het ADAC- als het Brits Formule 4-kampioenschap. In Duitsland reed zij bij het team US Racing en was een negentiende plaats in de seizoensfinale op Hockenheim haar beste resultaat. Zij eindigde wederom puntloos op plaats 43 in het kampioenschap. In het Brits kampioenschap reed zij in vier van de tien raceweekenden bij Double R Racing. Een vierde plaats op het Thruxton Circuit was haar beste resultaat. Met 14 punten werd zij zeventiende in de eindstand.
In 2024 begon Schreiner het seizoen in het Formule 4-kampioenschap van de Verenigde Arabische Emiraten en de Formula Winter Series voor respectievelijk AGI Sport en Campos Racing en eindigde in beide klassen op plaats 39 in het klassement, waarbij moet worden opgemerkt dat zij niet alle races reed. Later dat jaar reed zij in twee weekenden van het Brits Formule 4-kampioenschap bij Chris Dittmann Racing.

### GT-racerij
In 2017 stapte Schreiner over naar de GT-racerij en kwam zij uit in verschillende kampioenschappen van de Lamborghini Super Trofeo. In 2017 werd zij, samen met Spike Goddard, tweede in de Lamborghini Super Trofeo Middle East. In hetzelfde kampioenschap won zij in 2018 samen met Axcil Jefferies de Pro-Am-categorie bij het team Konrad Motorsport. Voor hetzelfde team reed zij in het Europees kampioenschap.
Tussen 2017 en 2019 reed Schreiner in de DMV Gran Turismo Touring Car Cup in een Audi R8 LMS GT3. In 2017 begon zij bij Aust Motorsport en in de twee daaropvolgende seizoenen kwam zij uit voor Rutronik Racing. In 2018 werd zij, samen met Fabian Plentz, kampioen in deze klasse. In 2019 kwam zij uit in de ADAC GT Masters, eveneens bij Rutronik. Samen met Dennis Marschall behaalde zij de pole position voor de eerste race op Hockenheim en werd zij in deze race derde, maar in de rest van het seizoen was een veertiende positie haar beste resultaat. Met 22 punten eindigde het duo op plaats 24 in het klassement. In 2020 behaalde zij twee pole positions op Hockenheim en de Sachsenring, maar kwam zij in de races niet verder dan twee achtste plaatsen op de Nürburgring en Hockenheim. Met 24 punten eindigde zij op plaats 28.
Vanaf 2018 neemt Schreiner regelmatig deel aan races in de Nürburgring Endurance Series. Nadat zij haar racelicentie voor dit circuit behaalde, werd zij een van de oprichters van het "Girls Only"-programma van WS Racing als poging om meer vrouwelijke coureurs hun intrede in de autosport te laten doen. Vanaf 2019 nam zij viermaal deel aan de 24 uur van de Nürburgring. In 2021 won zij samen met Pippa Mann, Célia Martin en Christina Nielsen de SP8-klasse van de race.
Vanaf 2021 reed Schreiner in de nieuwe BMW M2 Cup in het voorprogramma van de DTM. Tegelijkertijd reed zij in het Italiaans GT-kampioenschap bij het team AF Corse. In de race op het Autodromo Vallelunga werd zij samen met Antonio Fuoco tweede in de GT3-klasse.

### F1 Academy
In 2023 stapte Schreiner over naar de F1 Academy, een nieuwe klasse voor vrouwen die door de Formule 1 wordt georganiseerd, waarin zij voor ART Grand Prix reed. Zij behaalde een zege op het Circuit Zandvoort en werd met 56 punten elfde in de eindstand.
In 2024 bleef Schreiner actief in de F1 Academy, maar stapte zij over naar Campos. Tevens werd zij opgenomen in de Sauber Academy, het opleidingsprogramma van het Formule 1-team van Sauber. Twee zesde plaatsen op Zandvoort en het Yas Marina Circuit waren haar beste resultaten. Met 34 punten steeg zij naar de negende plaats in het klassement.